# 김형돈
김형돈(1924년 12월 5일~1979년 1월 31일)은 대한민국의 정치인이다. 제4대 국회의원을 지냈다.

## 역대 선거 결과
|  | 57.15% |

|  | 14.90% |

|  | 9.48% |